# Liste des maires du Puy-en-Velay
La liste des maires du Puy-en-Velay présente la liste des maires de la commune française du Puy-en-Velay, préfecture du département de la Haute-Loire en région Auvergne-Rhône-Alpes.

## Liste des maires

### Avant 1944
| Période                                                     | Période         | Identité                         | Étiquette   | Qualité                                                    |
| ----------------------------------------------------------- | --------------- | -------------------------------- | ----------- | ---------------------------------------------------------- |
| Les données manquantes sont à compléter.                    |                 |                                  |             |                                                            |
| consul du Puy en 1786, 1788, 1790, 1er maire du Puy en 1790 |                 | Jean Guillaume Chabalier         |             | député de la Haute-Loire de 1816 à 1823                    |
| Les données manquantes sont à compléter.                    |                 |                                  |             |                                                            |
| 1801 (avant ?)                                              |                 | Jean Louis Augustin Besquent     |             | député de la Haute-Loire de 1804 à 1808                    |
| Les données manquantes sont à compléter.                    |                 |                                  |             |                                                            |
|                                                             |                 | Géraud Gibelin                   |             |                                                            |
| Les données manquantes sont à compléter.                    |                 |                                  |             |                                                            |
|                                                             |                 | Théodore Braud                   | Républicain | Conseiller général du Puy-Nord-Ouest                       |
| Les données manquantes sont à compléter.                    |                 |                                  |             |                                                            |
|                                                             |                 | Hippolyte Blanc                  |             | Conseiller général du Puy-en-Velay-Sud-Est                 |
| Les données manquantes sont à compléter.                    |                 |                                  |             |                                                            |
| 1840                                                        | 1860            | François Alphonse Badon          |             | Conseiller général du Puy-en-Velay-Sud-Est, médecin        |
| Les données manquantes sont à compléter.                    |                 |                                  |             |                                                            |
| 1865                                                        | 1874            | Henri Vinay                      |             | Conseiller général du Puy-en-Velay-Sud-Est, député, avocat |
| Les données manquantes sont à compléter.                    |                 |                                  |             |                                                            |
| 1875                                                        | 1884            | Louis Camille Morel              |             | médecin                                                    |
| 1888                                                        | 1892            | Louis-Jérôme Verd-Delandine      |             | avoué puis juge puis avocat                                |
| 1894                                                        | 1900            | Léon Mathieu                     |             | avoué                                                      |
| Les données manquantes sont à compléter.                    |                 |                                  |             |                                                            |
|                                                             |                 | Paul Bény                        |             | Conseiller général du Puy-en-Velay-Sud-Est                 |
| Les données manquantes sont à compléter.                    |                 |                                  |             |                                                            |
| 5 février 1911                                              | 13 février 1911 | Louis Régis Rome (dit "Romette") |             | Camelot, ramasseur de mégots, vendeur de journaux          |
| Les données manquantes sont à compléter.                    |                 |                                  |             |                                                            |
| Les données manquantes sont à compléter.                    |                 |                                  |             |                                                            |
| mars 1911                                                   | juin 1912       | Léon Coudeyrette                 |             | Docteur en droit, avocat                                   |
| 1935                                                        | 1944            | Eugène Pébellier                 | PSF         | Commerçant Député                                          |

### Après 1953
| Période                                  | Période           | Identité              | Étiquette           | Qualité |
| ---------------------------------------- | ----------------- | --------------------- | ------------------- | --- |
| Les données manquantes sont à compléter. |                   |                       |                     | |
| 1953                                     | 1965              | Eugène Pébellier      | CNIP                | Commerçant Conseiller général du Puy-Nord-Ouest Député |
| 1965                                     | 1976              | Célestin Quincieu     | RI                  | Agent commercial 1er adjoint au maire (-1965) Conseiller général du Puy-Nord-Ouest |
| 1er octobre 1976                         | 1977              | Louis Porte           | UDF-CDS             | Directeur de la caisse d'allocations familiales de la Haute-Loire Conseiller municipal (1953-) 1er adjoint au maire (-1976) Vice-président du conseil régional d'Auvergne |
| 1977                                     | 10 novembre 1984, | Roger Fourneyron      | UDF-CDS             | Éducateur spécialisé Conseiller régional d'Auvergne Député |
| 1984                                     | novembre 1990,    | Bernard Jammes        | UDF-PR              | |
| 27 novembre 1990                         | 1995              | Pierre Philibert,     | DVD puis UDF-PR     | Pharmacien Président de l'AAMA43 (2000-) 1er adjoint au maire (1989-1990) |
| 1995                                     | 2001              | Serge Monnier         | UDF-CDS puis UDF-FD | Enseignant Député |
| 2001                                     | 2008              | Arlette Arnaud-Landau | PS                  | Agent du Trésor Vice-présidente du conseil régional d'Auvergne (2004-2015) |
| 2008                                     | 29 janvier 2016   | Laurent Wauquiez      | UMP puis LR         | Maître des requêtes au Conseil d'État Député de la Haute-Loire de 2004 à 2007 puis de 2012 à 2017 Secrétaire d'État (2007-2010) Ministre chargé des Affaires européennes (novembre 2010 - juin 2011) Ministre de l'Enseignement supérieur et de la Recherche (juin 2011-juin 2012) Président du conseil régional d'Auvergne-Rhône-Alpes (2016-) |
| 29 janvier 2016                          | en cours          | Michel Chapuis        | UDI                 | Éducateur Adjoint au maire (-2016) Vice-président de la CA du Puy-en-Velay Conseiller régional d'Auvergne-Rhône-Alpes |